# Krišjāņu pagasts
Krišjāņu pagasts er en territorial enhed i Balvu novads i Letland. Pagasten etableredes i 1945, havde 431 indbyggere i 2010 og 387 indbyggere i 2016 og omfatter et areal på 71,18 kvadratkilometer. Hovedbyen i pagasten er Krišjāņi.